# Конестабиле делла Стаффа, Джанкарло

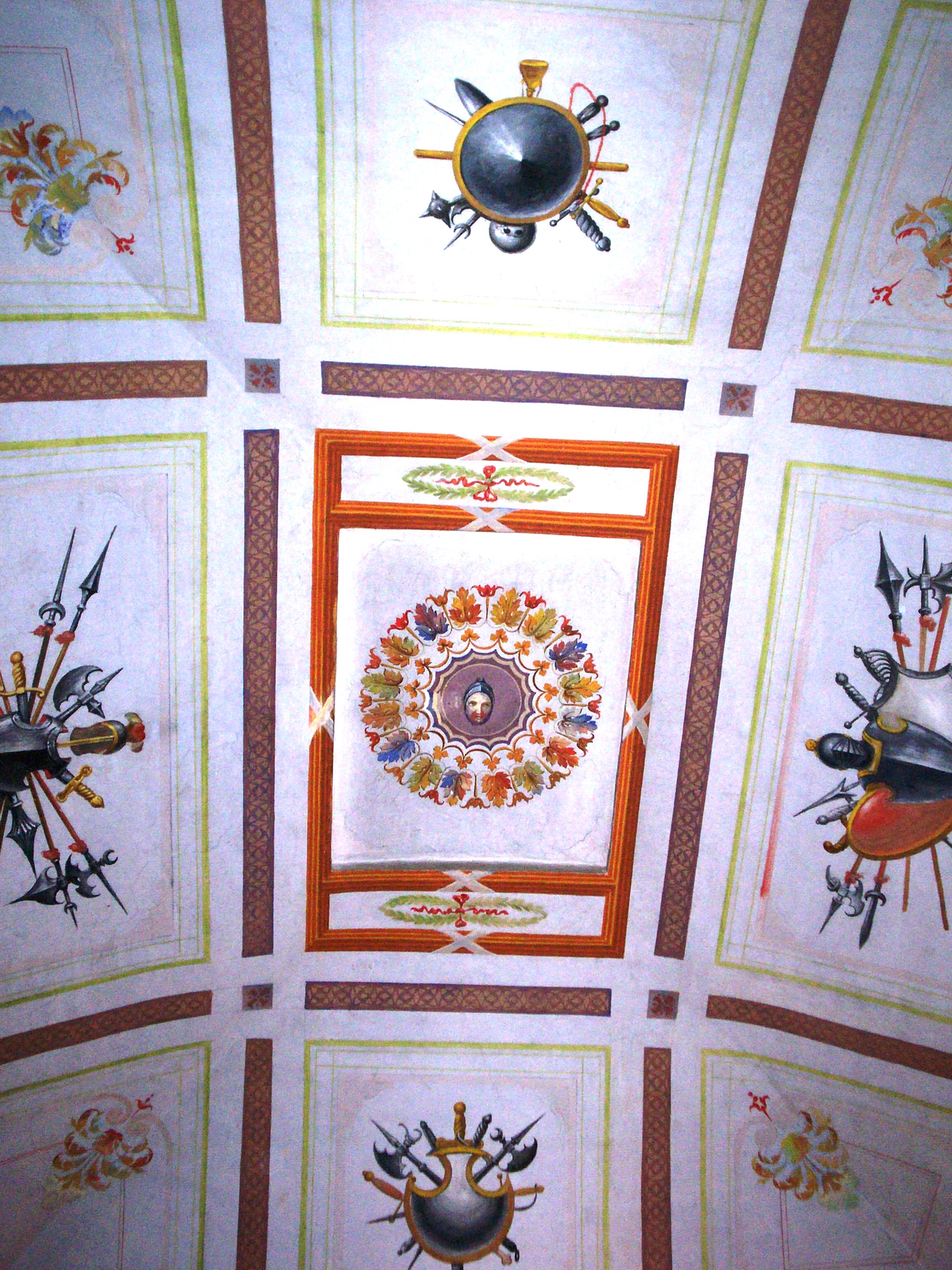
Фрески во дворце Конетабиле, Перуджа

Граф Джованни Карло делла Стаффа Коне(с)табиле (итал. Giancarlo Conestabile della Staffa; 2 января 1824 — 30 декабря 1877) — археолог из Перуджи, член-корреспондент Петербургской академии наук.
Представитель одного из древних родов Перуджи, унаследовал палаццо 1620-х годов в центре города и «Мадонну Конестабиле» кисти Рафаэля. Исследователь этрусских древностей, в 1859 стал профессором университета Перуджи, но уже в 1860 политические обстоятельства заставили его удалиться во Францию, откуда он вернулся в Перуджу три года спустя. Избран членом-корреспондентом Петербургской академии наук 5 декабря 1869 года по разряду классической филологии и археологии.
Главные труды Конестабиле, в основу которых положены открытия, сделанные им в Этрурии: «Monumenti di Perugia etrusca e romana» (1855–1870) и «Piture murali a fresco e suppellettili etruche». Кроме того, Конестабиле опубликовал «Inscrizioni etrusche e etrusco-latine in monumenti che in conservano nell' J. e R. Galleria degli Uffizi di Firenze» (Флоренция, 1858), a также «Memorie di Alfano Alfani, illustre Perugino» (Перуджия, 1848). Его сын Франческо был женат на старшей дочери саратовского губернатора А. А. Зубова.